# Departamento Forense del Condado de Los Ángeles
El Departamento Forense del Condado de Los Ángeles fue creado el 7 de diciembre de 1990 por una ordenanza aprobada por la Junta de Supervisores del Condado de Los Ángeles, aunque había existido desde principios del siglo XIX.
Todo el personal médico está bajo el control del Jefe Médico Examinador-Forense Lakshmanan Sathyavagiswaran M.D. mientras que el director Anthony Hernandez tiene autoridad para gestionar todas las operaciones no físicas y el personal bajo las direcciones generales de la Junta de Supervisores.